# Discografia de Vintage Culture
A discografia de Vintage Culture, um disc jockey (DJ) e produtor musical brasileiro é composta por um álbum de estúdio, onze extended plays (EP), um álbum de compilação, setenta e nove singles e um single promocional.

## Álbuns

### Álbuns de estúdio
| Título        | Detalhes |
| ------------- | --- |
| Promised Land | - Lançamento: 24 de maio de 2024 - Gravadora: Boma Records, Virgin Music - Formato: Download digital, CD, vinil |

### Álbuns de compilação
| Título                  | Detalhes |
| ----------------------- | --- |
| Promised Land (Remixes) | - Lançamento: 2 de outubro de 2024 - Gravadora: Boma Records, Virgin Music - Formato: Download digital, pen-drive |

### Extended plays(EP)
| Título                                    | Detalhes                                                                                              |
| ----------------------------------------- | --- |
| Disco Nights EP                           | - Lançamento: 30 de setembro de 2013 - Gravadora: The Green House Records - Formato: Download digital |
| Body Down EP                              | - Lançamento: 19 de maio de 2014 - Gravadora: Fosfobox Records - Formato: Download digital            |
| Love Games EP                             | - Lançamento: 2 de junho de 2014 - Gravadora: Enormous Tunes - Formato: Download digital              |
| Hollywood EP                              | - Lançamento: 8 de julho de 2016 - Gravadora: Ganzá - Formato: Download digital                       |
| Vintage Culture & Friends EP              | - Lançamento: 29 de julho de 2016 - Gravadora: Pirate Wolf Records - Formato: Download digital        |
| Vintage Culture & Friends 2 EP            | - Lançamento: 7 de abril de 2017 - Gravadora: Independente - Formato: Download digital                |
| Vintage Culture & Friends 3 EP            | - Lançamento: 19 de junho de 2019 - Gravadora: Independente - Formato: Download digital               |
| Vintage Culture & Friends 4 EP            | - Lançamento: 18 de dezembro de 2020 - Gravadora: Independente - Formato: Download digital            |
| Vintage Culture & Friends 5 EP            | - Lançamento: 12 de maio de 2023 - Gravadora: Independente - Formato: Download digital                |
| Vintage Culture & Friends, Vol 6 (Pt. I)  | - Lançamento: 13 de dezembro de 2024 - Gravadora: Independente - Formato: Download digital            |
| Vintage Culture & Friends, Vol 6 (Pt. II) | - Lançamento: 20 de dezembro de 2024 - Gravadora: Independente - Formato: Download digital            |

## Singles

### Como artista principal
| "God 2 You"                                                                           | 2012 | — | —  | —  |                 | Chilli Mint Music VA004        |
| "What U Want"                                                                         | 2013 | — | —  | —  |                 | Não incluso em álbum           |
| "Disco Nights"                                                                        | 2013 | — | —  | —  |                 | Disco Nights - EP              |
| "U Gonna Want Me" (com Saccao e Biatlone)                                             | 2013 | — | —  | —  |                 | Não incluso em álbum           |
| "70's Police Pursuits (Original Edit)"                                                | 2013 | — | —  | —  |                 | Não incluso em álbum           |
| "Everyday" (com participação de theDuo)                                               | 2014 | — | —  | —  |                 | Everyday's a G-Thing           |
| "Body Down"                                                                           | 2014 | — | —  | —  |                 | Body Down - EP                 |
| "Real" (com Elephanto com participação de Ju Nedel)                                   | 2014 | — | —  | —  |                 | Side B                         |
| "Love Games"                                                                          | 2014 | — | —  | —  |                 | Love Games EP                  |
| "Hey No" (com Nytron)                                                                 | 2014 | — | —  | —  |                 | Hey No EP                      |
| "Cicles" (com Ashibah)                                                                | 2014 | — | —  | —  |                 | Não incluso em álbum           |
| "I Like Dirty"                                                                        | 2014 | — | —  | —  |                 | Não incluso em álbum           |
| "Sure Thing" (com Eastrip & Torha com participação de Ashibah)                        | 2014 | — | —  | —  |                 | Não incluso em álbum           |
| "Love Haters" (com Re Dupre)                                                          | 2015 | — | —  | —  |                 | Não incluso em álbum           |
| "Voices" (com Eastrip & Torha com participação de Ellie Ka)                           | 2015 | — | —  | —  |                 | Não incluso em álbum           |
| "Eyes" (com Constantinne e Felten)                                                    | 2015 | — | —  | —  |                 | Não incluso em álbum           |
| "Sometimes" (com Woo2Tech)                                                            | 2015 | — | —  | —  |                 | Não incluso em álbum           |
| "Slowing Down"                                                                        | 2015 | — | —  | —  |                 | Não incluso em álbum           |
| "Hollywood"                                                                           | 2016 | — | —  | —  |                 | Não incluso em álbum           |
| "Wild Kidz" (com RICCI)                                                               | 2016 | — | —  | —  |                 | Não incluso em álbum           |
| "To Slow (Vintage Culture x Lazy Bear Remix)" (com Dazzo com participação de Ashibah) | 2016 | — | —  | —  |                 | Não incluso em álbum           |
| "Manifesto" (com Wolfire com participação de Anamari)                                 | 2017 | — | —  | —  |                 | Não incluso em álbum           |
| "Why Don't U Love" (com Selva e Lazy Bear)                                            | 2017 | — | —  | —  |                 | Não incluso em álbum           |
| "Later" (com RICCI)                                                                   | 2017 | — | —  | —  |                 | Não incluso em álbum           |
| "Monday" (com Felguk e Le Dib)                                                        | 2017 | — | —  | —  |                 | Não incluso em álbum           |
| "Feeling Good" (com Chemical Surf)                                                    | 2017 | — | —  | —  |                 | Não incluso em álbum           |
| "Memories" (com Clubbers)                                                             | 2017 | — | —  | —  | - : Platina     | Não incluso em álbum           |
| "Eternity" (com Jetlag Music)                                                         | 2018 | — | —  | —  |                 | Não incluso em álbum           |
| "Cante por Nós" (com KVSH com participação de Breno Miranda)                          | 2018 | — | —  | —  | - : Diamante    | Não incluso em álbum           |
| "Need U" (com KRIEGER (BR))                                                           | 2018 | — | —  | —  |                 | Não incluso em álbum           |
| "Pour Over" (com Adam K)                                                              | 2018 | — | —  | 16 | - : 2× Diamante | Não incluso em álbum           |
| "I Will Find" (com Rooftime)                                                          | 2018 | — | —  | —  | - : 2× Diamante | Não incluso em álbum           |
| "Save Me" (com Adam K com participação de MKLA)                                       | 2018 | — | —  | —  | - : Diamante    | Não incluso em álbum           |
| "Yesterday" (com Pimpo Gama)                                                          | 2019 | — | —  | —  | - : 2× Platina  | Não incluso em álbum           |
| "My Girl" (com Fancy Inc)                                                             | 2019 | — | —  | —  | - : 3× Platina  | Não incluso em álbum           |
| "In the Dark" (com Fancy Inc)                                                         | 2019 | — | 32 | 1  | - : Diamante    | Não incluso em álbum           |
| "Intro (Rework) [Remix]" (com Bruno Be, Öwnboss e Ashibah)                            | 2019 | — | —  | —  |                 | Não incluso em álbum           |
| "Deep Inside of Me" (com Adam K com participação de MKLA)                             | 2020 | — | —  | 41 | - : 3× Platina  | Não incluso em álbum           |
| "Bros"                                                                                | 2020 | — | —  | —  | - : 2× Platina  | Não incluso em álbum           |
| "Things" (com Wolf Player e Jets)                                                     | 2020 | — | —  | —  |                 | Não incluso em álbum           |
| "Coffee (Give Me Something)" (com Tiësto)                                             | 2020 | — | —  | —  | - : Platina     | Não incluso em álbum           |
| "Party On My Own" (com Alok)                                                          | 2020 | — | —  | —  | - : 2× Platina  | Não incluso em álbum           |
| "Happy" (com Fancy Inc, Drunky Daniels com participação de Msiz'Kay)                  | 2020 | — | —  | —  |                 | Não incluso em álbum           |
| "It Is What It Is" (com participação de Elise LeGrow)                                 | 2020 | — | —  | —  | - : Platina     | Não incluso em álbum           |
| "Time" (com Frank La Costa e Superjava)                                               | 2020 | — | —  | —  |                 | Vintage Culture & Friends 4 EP |
| "Terrified" (com Bruno Be e KVSH com participação de The Beach)                       | 2020 | — | —  | —  |                 | Vintage Culture & Friends 4 EP |
| "Splice & Dice"                                                                       | 2020 | — | —  | —  |                 | Vintage Culture & Friends 4 EP |
| "Show Me the Way" (with Fm Laeti and Shapeless featuring Padox)                       | 2020 | — | —  | —  |                 | Vintage Culture & Friends 4 EP |
| "Cali Dreams" (com Fancy Inc com participação de The Beach)                           | 2021 | — | —  | —  | - : 2× Platina  | Não incluso em álbum           |
| "Free" (com Fancy Inc e Roland Clark)                                                 | 2021 | — | —  | —  |                 | Não incluso em álbum           |
| "Domino" (com Alok com participação de Oxia)                                          | 2021 | — | —  | —  | - : Ouro        | Não incluso em álbum           |
| "Butterflies" (com FFlora e Meca com participação de Tristan Henry)                   | 2021 | — | —  | —  |                 | Não incluso em álbum           |
| "Last Thought" (com Sonny Fodera com participação de MKLA)                            | 2021 | — | —  | —  |                 | Wide Awake                     |
| "You Give Me a Feeling" (com James Hype)                                              | 2021 | — | —  | —  |                 | Não incluso em álbum           |
| "Coming Home" (com Leftwing & Kody com participação de Anabel Englund)                | 2021 | — | —  | —  |                 | Não incluso em álbum           |
| "Nightjar" (com Sonny Fodera com participação de Shells)                              | 2022 | — | —  | —  |                 | Não incluso em álbum           |
| "Amanhã"                                                                              | 2022 | — | —  | —  |                 | Não incluso em álbum           |
| "Commotion" (com Maxi Jazz)                                                           | 2022 | — | —  | —  |                 | Não incluso em álbum           |
| "This Feeling" (com Goodboys)                                                         | 2022 | — | —  | —  |                 | Não incluso em álbum           |
| "Adidas & Pearls" (com Solardo e LOWES)                                               | 2022 | — | —  | —  |                 | Não incluso em álbum           |
| "Greece 2000" (com Three Drives)                                                      | 2022 | — | —  | —  |                 | Não incluso em álbum           |
| "Under Pressure" (com Meduza)                                                         | 2022 | — | —  | —  |                 | Não incluso em álbum           |
| "Agape"                                                                               | 2022 | — | —  | —  |                 | Não incluso em álbum           |
| "Fractions"                                                                           | 2022 | — | —  | —  |                 | Não incluso em álbum           |
| "If I Live Forever" (com Izzy Bizu)                                                   | 2023 | — | —  | —  |                 | Não incluso em álbum           |
| "Talk It Over" (com Elderbrook)                                                       | 2023 | — | —  | —  |                 | Não incluso em álbum           |
| "Tina" (com Bhaskar com participação de The Vic)                                      | 2023 | — | —  | —  |                 | Não incluso em álbum           |
| "Alive" (com Franky Wah)                                                              | 2023 | — | —  | —  |                 | Não incluso em álbum           |
| "Rock the Casbah"                                                                     | 2023 | — | —  | —  |                 | Não incluso em álbum           |
| "Fallen Leaf" (com Fideles e Be No Rain)                                              | 2023 | — | —  | —  | - : Ouro        | Não incluso em álbum           |
| "Tudo Bem, Tudo Bom"                                                                  | 2023 | — | —  | —  |                 | Não incluso em álbum           |
| "Come Come" (com Tube & Berger e Kyle Pearce)                                         | 2023 | — | —  | —  |                 | Promised Land                  |
| "Weak" (com Maverick Sabre e Tom Breu)                                                | 2024 | — | —  | —  | - : Ouro        | Promised Land                  |
| "Nothing Ever Changes" (com MAGNUS)                                                   | 2024 | — | —  | —  |                 | Promised Land                  |
| "Hero" (com Emery Taylor)                                                             | 2024 | — | —  | —  |                 | Promised Land                  |
| "Lift Me Up" (com Adam Beyer com participação de Kyozo)                               | 2024 | — | —  | —  |                 | Não incluso em álbum           |
| "High" (com Vinter)                                                                   | 2024 | — | —  | —  |                 | Não incluso em álbum           |
| "Run" (com Elderbrook)                                                                | 2024 | — | —  | —  |                 | Another Touch                  |
| "Electricity" (com Fancy Inc & Meca)                                                  | 2024 | — | —  | —  |                 | Não incluso em álbum           |
| "She The Last One" (com ARTBAT)                                                       | 2025 | — | —  | —  |                 | Não incluso em álbum           |
| "Just Stay The Night" (com David Penn & Raphaella)                                    | 2025 | — | —  | —  |                 | Não incluso em álbum           |
| "—" denota singles que não entraram nas paradas ou não foram lançados no local.       |      |   |    |    |                 |                                |

### Singlespromocionais
| Canção                                             | Ano  | Álbum                |
| -------------------------------------------------- | ---- | -------------------- |
| "Somos Um Só (FINAL CBLOL 2020)" (com Pedro Qualy) | 2020 | Não incluso em álbum |

## Remixes
| Título                                               | Artista original                               | Ano  | Certificações | Álbum                |
| ---------------------------------------------------- | ---------------------------------------------- | ---- | ------------- | -------------------- |
| "Slow Down (Vintage Culture & Slow Motion Remix)"    | Maverick Sabre com participação de Jorja Smith | 2020 | : 3× Diamante | Não incluso em álbum |
| "Love Tonight (Vintage Culture & Kiko Franco Remix)" | Shouse                                         | 2021 | : Diamante    |                      |

- 2013: Final DJs com participação de Stee Downes - "One Day in the Sun (Vintage Culture Remix)"[57]
- 2015: Zerky - "I Need a Chick (Vintage Culture & Lazy Bear Remix)"[58]
- 2016: Sofi Tukker - "Drinkee (Vintage Culture & Slow Motion! Remix)"[59]
- 2016: Joy Corporation - "Do You Remember (Vintage Culture Remix)"[60]
- 2016: Gabe com participação de Barja - "Sick Sick (Vintage Culture & Vinne Remix)"[61]
- 2017: Elekfantz - "Blush (Vintage Culture Remix)"[62]
- 2017: Synapson - "Djon Maya Maï (Vintage Culture & Zerky Remix)"[63]
- 2017: JetLag Music com participação de Ana Vilela - "Trem-Bala (Vintage Culture & Jord Remix)"[64]
- 2017: Martin Garrix com Troye Sivan - "There for You (Vintage Culture & Kohen Remix)"[65]
- 2018: KVSH com participação de Breno Rocha - "Sede Pra Te Ver (Vintage Culture & Ghostt Remix)"[66]
- 2018: Bob Sinclar com participação de Steve Edwards - "World Hold On (Vintage Culture & Dubdogz Remix)"[67]
- 2018: Vintage Culture - "Pour Over (Vintage Culture & Bruno Be Remix)"[68]
- 2018: Elekfantz - "Work It Out (Vintage Culture Late Night Remix)"[69]
- 2019: Martin Garrix com participação de Macklemore & Patrick Stump do Fall Out Boy - "Summer Days (Vintage Culture & Bruno Be Remix)"[70]
- 2019: The Temper Trap - "Sweet Disposition (Vintage Culture & Lazy Bear Remix)"[71]
- 2020: Rompasso - "Paradise (Vintage Culture Remix)"[72]
- 2020: Jovem Dionisio - "Pontos de Exclamação (Vintage Culture & Future Class Remix)"[73]
- 2020: Becky Hill & Sigala - "Heaven On My Mind (Vintage Culture & Fancy Inc Remix)"[74]
- 2020: Winona Oak & Robin Schulz - "Oxygen (Vintage Culture & Fancy Inc Remix)"[75]
- 2020: Moby com participação de Mindy Jones - "My Only Love (Vintage Culture Remix)"[76]
- 2020: Cassian com participação de Zolly - "Magical (Vintage Culture Remix)"[77]
- 2020: Reezer & Meca - "Shining Soul (Vintage Culture Remix)"[78]
- 2020: Felix Jaehn com participação de Nea e Bryn Christopher - "No Therapy (Vintage Culture Remix)"[79]
- 2020: David Guetta com participação de Sia - "Let's Love (Vintage Culture & Fancy Inc Remix)"[80]
- 2020: Elderbrook - "Why Do We Shake in the Cold? (Vintage Culture Remix)"[80]
- 2021: Bob Moses & ZHU - "Desire (Vintage Culture & Kiko Franco Remix)"[81]
- 2021: Louie Vega & Marc E. Bassy - "Let It Go (Vintage Culture Remix)"[82]
- 2021: Meduza - "Paradise (Vintage Culture Remix)"[83]
- 2021: Black Caviar & Rion S - "Money Money (Vintage Culture Remix)"[84]
- 2021: Steve Angello & Laidback Luke com participação de Robin S. - "Show Me Love (Vintage Culture Remix)"[85]
- 2021: Cherub - "Doses & Mimosas (Vintage Culture & Zerky Remix)"[86]
- 2021: John Summit - "Beauty Sleep (Vintage Culture Remix)"[87]
- 2021: Monolink - "The Prey (Gui Boratto & Vintage Culture Remix)"[88]
- 2021: Tiësto - "The Business (Vintage Culture and Dubdogz Remix)"[89]
- 2021: Rita Lee - "Lança Perfume (Vintage Culture Remix)"[90]
- 2021: Diplo com participação de Elderbrook e Andhim - "One by One (Vintage Culture Remix)"[91]
- 2021: Aleyna Tilki - "Retrograde (Vintage Culture Remix)"[92]
- 2021: Aurora - "Cure for Me (Vintage Culture Remix)"[93]
- 2021: Rüfüs Du Sol - "Next to Me (Vintage Culture Remix)"[94]
- 2021: Mosimann - "Don't Cha (Vintage Culture Remix)"[95]
- 2021: Claptone com participação de Seal - "Just A Ghost (Vintage Culture Remix)"[96]
- 2021: Kasablanca - "Hold Me Close (Vintage Culture Remix)"[97]
- 2021: BURNS - "Talamanca (Vintage Culture Remix)"[98]
- 2021: Chris Lorenzo com High Jinx - "California Dreamin' (Vintage Culture Remix)"[99]
- 2022: Mella Dee com participação de Infinite Coles - "Love It or Not (Vintage Culture Remix)"[100]
- 2022: Bob Moses - "Love Brand New (Vintage Culture Remix)"[101]
- 2022: Franky Wah & AR/CO - "Under the Sun (Vintage Culture Remix)"[102]
- 2022: Jamie Jones - "My Paradise (Vintage Culture Remix)"[103]
- 2022: Lastlings - "Get What You Want (Vintage Culture Remix)"[104]
- 2023: Gui Boratto com participação de Lhana Marlet - "Drink In Paris (Vintage Culture Remix)"[105]
- 2023: Bedouin - "Tijuana (Vintage Culture Remix)"[106]
- 2023: Adam Ten com Maori - "Spring Girl (Vintage Culture Remix)"[107]
- 2023: ARTBAT com participação de John Martin - "Coming Home (Vintage Culture Remix)"[108]
- 2024: CamelPhat & RHODES - "Home (Vintage Culture Remix)"[109]
- 2025: Frank Ocean - "Lost (Gabss & Vintage Culture Edit)"[110]
- 2025: Empire of the Sun - "Cherry Blossom (Vintage Culture Remix)"[111]